# 210e bataillon (Libye)
Pour les articles homonymes, voir 210e bataillon et 210e brigade.
Le 210e bataillon d'infanterie mécanisée (arabe : كتيبة 210 مشاة ألية), aussi appelé 210e brigade, est une unité militaire de l'Armée nationale libyenne. Elle est formée de combattants salafistes du courant madkhaliste (salafisme apolitique).

## Historique
Le bataillon est créé début 2016, avec des combattants issus du bataillon Tawhid,,. À partir de la fin 2017, le bataillon est chargé de la police à Benghazi et dans le croissant pétrolier (la zone pétrolière entre Syrte et Benghazi). Le bataillon participe à l'application d'une vision rigoriste de l'islam. Bien que des sources indiquent que la brigade se soit dispersée dès 2018, elle dirige des opérations de secours à Derna après la tempête Daniel.